# HSV Rot-Weiß Berlin
HSV Rot-Weiß Berlin was een Duitse voetbalclub uit Weißensee, een stadsdeel van de hoofdstad Berlijn.

## Geschiedenis
De club werd in 1926 opgericht als Berliner FV 1910 Ost na een fusie tussen Berliner FV 1910 en SC Vorwärts-Ost 1912. Beide clubs hadden geen indrukwekkend palmares, enkel Berliner FV had een jaar in de Verbandsliga Berlin-Brandenburg, de toenmalige hoogste klasse, gespeeld in 1921/22. Na de Tweede Wereldoorlog werd de club ontbonden en heropgericht als SG Hohenschönhausen. In 1949 werd de naam Hohenschönhausener SC aangenomen. In 1950 was de club medeoprichter van de DDR-Liga, de Oost-Duitse tweede klasse. De club werd vijfde in het eerste seizoen, maar moest na het tweede seizoen degraderen. De term SC (sportclub), mocht niet meer door alle clubs gebruikt worden en daardoor werd opnieuw voor SG gekozen.
In 1954 werd de club kampioen in de Berlijnse liga en promoveerde terug naar de DDR-Liga. De club werd echter laatste en degradeerde. Hierna verdween de club naar de lagere klassen. In 1974 keerde de club terug naar de Bezirksliga, de derde klasse en werd enkele keren vicekampioen. Na de Duitse hereniging werd opnieuw de naam Hohenschönhausener SC aangenomen. Een jaar later fusioneerde de club met Weißenseer SV Rot-Weiß en nam zo de naam Hohenschönhausener SV Rot-Weiß Berlin aan. De club bleef in de lagere klassen van het Duitse voetbal actief. In 2011 fuseerde de club met Weißenseer FC en ging in die club op. 